# Takashi Miyazawa
Takashi Miyazawa (27 de febrero de 1978) es un ciclista japonés ya retirado.
El 23 de octubre de 2014 anunció su retirada del ciclismo tras doce temporadas como profesional y con 36 años de edad.

## Palmarés
2006
- 1 etapa del Tour de Siam
- 1 etapa del Tour de Hokkaido
- Tour de Okinawa

2007
- Campeonato Asiático en Ruta
- Tour de Okinawa
- 1 etapa del Tour de Japón
- 3º en el Campeonato de Japón en Ruta

2008
- Tour de Hokkaido
- 3º en el Campeonato Asiático en Ruta

2009
- Tour de Hokkaido, más 2 etapas
- 2.º en el Campeonato de Japón en Ruta

2010
- Campeonato de Japón en Ruta
- 2 etapas del Tour de Taiwán
- 1 etapa del Tour de Kumano
- 2.º en el Campeonato Asiático en Ruta
- 1 etapa de la Vuelta a León
- Kumamoto International Road Race